# 2018年Billboard Japan Hot 100シングル1位の一覧
以下は、2018年のBillboard Japan Hot 100チャートシングル1位の一覧である。Billboard Japan Hot 100（以下Japan Hot 100）は、日本におけるシングルのヒットをランク付けした音楽チャートの一つである。Japan Hot 100はCD販売のみならず、音楽ダウンロードサービスの販売実績、ストリーミングサービスや動画サービスでの再生数、ラジオ放送回数、PCでCDを読み込んだ際のルックアップ回数、ツイートの7指標から成る総合チャートである。
2018年のチャートの集計期間は2017年11月27日から2018年11月25日である。欅坂46「ガラスを割れ!」はCDの販売のみならず、ルックアップとダウンロード、さらにはストリーミングでもポイントを稼ぎ、年間3位にランクインした。年間2位のDA PUMP「U.S.A.」はSNSで話題になり動画サービスの再生数が1億8千万回を超えるほどまで伸び、ストリーミングとダウンロードでもヒットしたことから、「スマホから生まれるヒット」の典型と評された。そして年間1位は、各週発表されるチャートでの1位獲得は2度ながら、テレビドラマ「アンナチュラル」の主題歌である米津玄師の「Lemon」が獲得した。2017年のJapan Hot 100は星野源の「恋」が通算11週の1位獲得で年間1位を獲得しており、「Lemon」の2回（4月2日付、9日付）とは大差であるように思えるが、「恋」のトップ10入りが36週連続止まりであることに対し「Lemon」は41週連続でトップ10に入りしたことから、「Lemon」は長期間にわたりヒットしたことがわかる。「Lemon」は年間1位である178万を超えるダウンロード数と年間2位である2億回超の動画再生数が牽引し、こちらも「スマホから生まれるヒット」と評された。2019年に入ると、「Lemon」は39週ぶりに週間1位に返り咲き 、そのまま5週連続で1位を獲得するロングヒットとなった。
これらの、上位にランクインした楽曲には共通点を見出すこともできる。「孤独」を前提とした歌詞である。Billbordの事業部の1人は「日本人は歌詞を見ながら音楽を聴くユーザーが多く、歌詞は非常に重要。社会情勢が歌詞に表現されやすい」と東洋経済オンラインの取材に応えた。上位にランクインしている楽曲には、前述の「Lemon」の他にも乃木坂46「シンクロニシティ」「ジコチューで行こう!」、菅田将暉「さよならエレジー」など、歌詞に「孤独」を認識させる楽曲がある。これについて、Billbordの事業部の別の1人が「音楽を1人で、スマホで聴くときに、共感されるのが孤独なのではないか」と東洋経済オンラインの取材に応えたように、スマートフォンを中心としたヒットが生み出されている。
一方、「スマホから生まれるヒット」は、スマートフォンの画面の小ささに起因し米津や前年の年間1位を獲得した星野らのソロ・アーティストが有利な状況であるとも評される。画面の小さなスマートフォンでミュージックビデオを視聴する機会が増加していることから、大人数のグループよりも見やすいソロ・アーティストがヒットしているという。2018年のチャートでは米津やDA PUMPなど、動画サービスでの再生数やダウンロード数などが伸びたアーティストが上位にランクインしたことから、大人数のグループやデジタル展開が遅れているアーティストは不利な状況であることが明確となった。

## チャート遍歴
| 2018年年間チャート首位のシングル | 2018年年間チャート首位のシングル |

| 日付       | 曲名                               | アーティスト名           | 出典   |
| ---------- | ---------------------------------- | ------------------------ | ------ |
| 1月1日付   | 「White Love」                     | Hey! Say! JUMP           | [ 6 ]  |
| 1月8日付   | 「ワロタピーポー」                 | NMB48                    | [ 7 ]  |
| 1月15日付  | 「Hero」                           | 安室奈美恵               | [ 8 ]  |
| 1月22日付  | 「無意識の色」                     | SKE48                    | [ 9 ]  |
| 1月29日付  | 「LPS」                            | NEWS                     | [ 10 ] |
| 2月5日付   | 「Topaz Love」                     | KinKi Kids               | [ 11 ] |
| 2月12日付  | 「暗闇」                           | STU48                    | [ 12 ] |
| 2月19日付  | 「Candy Pop」                      | TWICE                    | [ 13 ] |
| 2月26日付  | 「マエヲムケ」                     | Hey! Say! JUMP           | [ 14 ] |
| 3月5日付   | 「Find The Answer」                | 嵐                       | [ 15 ] |
| 3月12日付  | 「ドラえもん」                     | 星野源                   | [ 16 ] |
| 3月19日付  | 「ガラスを割れ!」                  | 欅坂46                   | [ 17 ] |
| 3月26日付  | 「ジャーバージャ」                 | AKB48                    | [ 18 ] |
| 4月2日付   | 「Lemon」                          | 米津玄師                 | [ 19 ] |
| 4月9日付   | 「Lemon」                          | 米津玄師                 | [ 20 ] |
| 4月16日付  | 「欲望者」                         | NMB48                    | [ 21 ] |
| 4月23日付  | 「春はどこから来るのか?」          | NGT48                    | [ 22 ] |
| 4月30日付  | 「Ask Yourself」                   | KAT-TUN                  | [ 23 ] |
| 5月7日付   | 「シンクロニシティ」               | 乃木坂46                 | [ 24 ] |
| 5月14日付  | 「早送りカレンダー」               | HKT48                    | [ 25 ] |
| 5月21日付  | 「進化理論」                       | BOYS AND MEN             | [ 26 ] |
| 5月28日付  | 「Wake Me Up」                     | Twice                    | [ 27 ] |
| 6月4日付   | 「シンデレラガール」               | King & Prince            | [ 28 ] |
| 6月11日付  | 「Teacher Teacher」                | AKB48                    | [ 29 ] |
| 6月18日付  | 「イノセントデイズ」               | Sexy Zone                | [ 30 ] |
| 6月25日付  | 「Are you Happy?/A gonna」         | モーニング娘。           | [ 31 ] |
| 7月2日付   | 「THE New Era」                    | GOT7                     | [ 32 ] |
| 7月9日付   | 「BLUE」                           | NEWS                     | [ 33 ] |
| 7月16日付  | 「いきなりパンチライン」           | SKE48                    | [ 34 ] |
| 7月23日付  | 「LOVE」                           | Kis-My-Ft2               | [ 35 ] |
| 7月30日付  | 「逆転ラバーズ」                   | KEN☆Tackey               | [ 36 ] |
| 8月6日付   | 「夏疾風」                         | 嵐                       | [ 37 ] |
| 8月13日付  | 「COSMIC☆HUMAN」                   | Hey! Say! JUMP           | [ 38 ] |
| 8月20日付  | 「ジコチューで行こう!」            | 乃木坂46                 | [ 39 ] |
| 8月27日付  | 「アンビバレント」                 | 欅坂46                   | [ 40 ] |
| 9月3日付   | 「アイデア」                       | 星野源                   | [ 41 ] |
| 9月10日付  | 「アイデア」                       | 星野源                   | [ 42 ] |
| 9月17日付  | 「ここに」                         | 関ジャニ∞                | [ 43 ] |
| 9月24日付  | 『「生きろ」』                     | NEWS                     | [ 44 ] |
| 10月1日付  | 「センチメンタルトレイン」         | AKB48                    | [ 45 ] |
| 10月8日付  | 「YEAH YEAH YEAH」                 | ハロプロ・オールスターズ | [ 46 ] |
| 10月15日付 | 「君、僕。」                       | Kis-My-Ft2               | [ 47 ] |
| 10月22日付 | 「Memorial」                       | King & Prince            | [ 48 ] |
| 10月29日付 | 「僕だって泣いちゃうよ」           | NMB48                    | [ 49 ] |
| 11月5日付  | 「君のうた」                       | 嵐                       | [ 50 ] |
| 11月12日付 | 「Flamingo」                       | 米津玄師                 | [ 51 ] |
| 11月19日付 | 「Fake Love」                      | 防弾少年団               | [ 52 ] |
| 11月26日付 | 「帰り道は遠回りしたくなる」       | 乃木坂46                 | [ 53 ] |
| 12月3日付  | 「オールドファッション」           | back number              | [ 54 ] |
| 12月10日付 | 「NO WAY MAN」                     | AKB48                    | [ 55 ] |
| 12月17日付 | 「カラクリだらけのテンダネス」     | Sexy Zone                | [ 56 ] |
| 12月24日付 | 「Stand by You」                   | SKE48                    | [ 57 ] |
| 12月31日付 | 「会いたい、会いたい、会えない。」 | KinKi Kids               | [ 58 ] |